# Юридична клініка
Юридична клініка — це структурний підрозділ юридичного факультету, за допомогою якого студенти набувають практичної підготовки шляхом надання безкоштовної юридичної допомоги та здійснення правової просвіти населенню. 
Якість цих послуг забезпечується завдяки допомозі та контролю з боку викладачів, а також відповідності стандартам національних асоціацій юридичних клінік.
За наказом Міністерства освіти і науки України № 592 від 3 серпня 2006 року юридичні клініки мають функціонувати в усіх вишах, що навчають праву.

## Мета юридичної клініки
Юридична клініка зазвичай має дві головні цілі:
- Навчальна мета — працюючи у юридичній клініці, студент має можливість застосувати отримані теоретичні знання на практиці без відриву від навчання.
- Соціальна мета — надання безоплатної юридичної допомоги та правової інформації малозабезпеченим верствам населення. Юридична клініка дозволяє цим особам, які дуже часто не знають про свої права, отримати доступ до правових послуг.

Навчальна мета у юридичних клініках вважається пріоритетною.

## Види (напрями) клінічного навчання
Навчання студентів у юридичній клініці може включати в себе наступні види діяльності:
- надання юридичної допомоги — традиційно найпоширеніший тип клінічного навчання. Студенти під наглядом викладачів надають правову допомогу своїм клієнтам. Юридичні консультації супроводжуються складанням правових документів та, подекуди, представництвом інтересів клієнтів у суді. Консультування юридичні клініки ведуть або у всіх справах без винятку, або у тих галузях, на яких спеціалізуються. Інколи ці спеціалізації вимагають особливої кваліфікації (медичне право, податкове право, антидискримінаційне право тощо).
- проведення членами юридичної клініки правопросвітніх занять за програмою «Практичне право» (street law). Такі заняття здебільшого проводяться для шкільної молоді, проте практикуються також для інших категорій осіб;
- Моделювання — коли студенти-клініцисти детально розбирають реальні або змодельовані юридичні справи з навчальною метою.

Багато клінік поєднують одразу всі ці види діяльності.

## Структура
Юридична клініка, як правило, створюється як структурний підрозділ юридичного факультету навчального закладу. Вона постійно взаємодіє у своїй діяльності з відповідними кафедрами права свого навчального закладу.
До структури юридичної клініки входять керівник, викладачі-куратори, координатори та консультанти.
Загальне керівництво юридичною клінікою здійснює керівник. Також керівник юридичної клініки може обіймати за сумісництвом посаду викладача-куратора клініки за певною спеціалізацією.
Викладачами-кураторами призначаються найдосвідченіші фахівці, як правило, особи з науковими юридичними ступенями та практикою правозастосовної діяльності. У цій якості до роботи у клініці також залучаються фахівці-практики у галузі права (адвокати, юрисконсульти, співробітники суду, нотаріату, виконавчої служби, юстиції). Вони залучаються до роботи юридичної клініки протягом навчального року, згідно з планом роботи клініки. Викладачі-куратори надають необхідну методичну і теоретичну підтримку студентам-консультантам: вирішують питання про прийнятність справи, її направлення до студента, виступають у ролі куратора за кожним зверненням, а також забезпечують теоретичну підготовку, яка є складовою програми клінічної освіти студента, здійснюють контроль за діяльністю студентів на відповідність правової допомоги вимогам законодавства і професійної етики.
Координатори юридичної клініки — особи, що відповідають за певний напрям діяльності або групу отримувачів послуг клініки. Вони виконують управлінські функції під загальним керівництвом керівника юридичної клініки. Залежно від організаційної здатності координаторами юридичної клініки є співробітники вищого навчального закладу або студенти.
Основну роботу в клініці здійснюють консультанти. Це студенти-юристи старших курсів напряму підготовки «Право», які надають допомогу під керівництвом викладачів-кураторів у відповідних галузях права. Прийом студентів до юридичної клініки здійснюється на основі конкурсного відбору. Умови конкурсу встановлюються юридичною клінікою відповідного навчального закладу.

## Проблеми
- Інтеграція юридичної клініки у систему навчального закладу:
  - клініка може стати ізольованою від решти навчального закладу — важливо, щоб вона мала зв'язок з іншими структурами правового факультету;
  - клініці можуть не надавати належного значення і розглядати її тільки як таку, що надає правові послуги для малозабезпечених верст місцевої громади або ж як форму самодіяльності студентів. Впровадження клініки вимагає включення напрямку у філософії освіти, що полягає у навчанні досвідом.
- Кадрова проблема. Плинність студентських кадрів та недостатня вмотивованість роботи викладачів. Також теоретизованість і відірваність від регулярного проєктного менеджменту викладачів університетів позначається на якості практичних завдань, за які вони можуть братися
- Ресурси — на утримання клініки потрібні додаткові видатки. Це не завжди кошти університетів і важливо вміти з ними працювати.
- Робота студентів — студенти-юристи не є фахівцями і зазвичай потребують додаткового часу і механізмів допомоги і контролю у завданнях, які вони виконують.